# كينيتشي ناكاتا
كينيتشي ناكاتا (باليابانية: 中田賢一؛ بالكانا: なかた けんいち) هو لاعب كرة قاعدة ياباني، ولد في 5 نوفمبر 1982 في ياهاتا نيشي-كو في اليابان.

## وصلات خارجية
- كينيتشي ناكاتا على موقع الدوري الياباني لكرة القاعدة (الإنجليزية)
- كينيتشي ناكاتا على موقعبيزبول رفرنس.كوم (الدوري الثانوي) (الإنجليزية)